# Bataille de Rastane (janvier-février 2012)
Pour les articles homonymes, voir Bataille de Rastane.
Guerre civile syrienne
Batailles
La seconde bataille de Rastane oppose l'armée syrienne aux insurgés de l'armée syrienne libre durant la guerre civile syrienne. La bataille commence le 29 janvier 2012 et se termine par la prise de la ville par les insurgés le 5 février 2012. Rastane est située dans le gouvernorat de Homs et était habitée avant la guerre par 60 000 personnes.

## Déroulement
La ville de Rastane est le théâtre d'une violente opposition au gouvernement d'Assad en mai 2011 qui donne lieu ensuite au siège de la ville. Quelques mois plus tard, les premiers rapports de combats majeurs à Rastane datent du 29 janvier 2012 après la mission de la Ligue arabe lorsque trois déserteurs furent tués. Ces premiers heurts ont duré six heures selon un opposant local qui affirme que « Dans un grand nombre de points de contrôle loyalistes dans la ville, des soldats désertent et rejoignent l'opposition ». Cet opposant ajoute que des civils tentent d'aider les insurgés dans leur combat contre les loyalistes. À la fin de la journée, les insurgés postent une vidéo sur internet où ils déclarent contrôler totalement la ville mais que les combats continuent.
Le 30 janvier, un lieutenant déserte et rejoint l'opposition. Il déclare que l'armée a amassé des hommes sur le côté occidental de la ville et que lui-même rejoint la Brigade Khaled, dont le commandant, le major Ali Ayyoub, déclare que l'« armée est maintenant sur la défensive et est retranchée dans de petites poches dans la ville, les loyalistes avancent seulement lorsqu'ils reçoivent des renforts ». Il annonce la destruction de quatre points de contrôle, de deux chars et de plusieurs véhicules blindés. Une vidéo est publiée et montre de grandes destructions dans la ville ainsi qu'un char détruit. Cinq civils auraient été tués dans des bombardements selon l'opposition. Le major Ali Ayyoub déclare que, pour des raisons de sécurité, il ne peut dévoiler le nombre de ses hommes, mais que cela se chiffre en centaines.
Le 31 janvier selon l'opposition, les insurgés tiennent totalement la ville. Les chars de l'armée bombardaient toujours la ville, provoquant la mort de 10 civils et en blessant 15 autres.
Le 1er février, des combats causent la mort de quinze insurgés et de deux soldats.
Le 5 février, Rastane est déclarée « ville libre » par l'Armée syrienne libre. D'après les insurgés, les combats des derniers jours auraient fait 42 morts.
Le 9 février 2012, le colonel Djihad Ahmad est tué dans un bombardement.